# Miyako
Miyako (京 eller 都) er en ældre japansk betegnelse for hovedstad, normalt i betydningen residensby som i middelalderen. 
Kanjien 京 er i tidens løb blevet benyttet til en række af Japans hovedstæder og residensbyer som f.eks. Asuka no Miyako (飛鳥京) og Oomi no Miyako (近江京). Senere slog læsemåden on-yomi igennem, så kanjien nu blev læst som kyou: Asuka-kyou, Oomi-kyou, Fujiwara-kyou (藤原京), Heijou-kyou (平城京)(Nara), Kuni-kyou (恭仁京), Naniwa-kyou (Osaka), Nagaoka-kyou (長岡京), Heian-kyou (平安京)(Kyoto), Fukuhara-kyou (福原京) og Tokyo (東京). 
Japanere associerer især begrebet med Kyoto, der var hovedstad fra Heian-perioden (794-1192) til Edo-perioden (1603-1868). Siden da har Tokyo været hovedstad, men kanjien indgår stadig i byens navn på japansk, der betyder den østlige hovedstad.
Nutidige hovedstæder betegnes på japansk med shuto (首都).
Ordet miyako er afledt af miya (skrin, palads) og ko (sted). Sidstnævnte navneord er forældet men kan stadig genfindes i demonstrativpronomen som koko (her), soko (der) m.fl. Miyako betyder altså det sted, hvor kejserens palads befinder sig.